# Комарево (Монтанская область)
Комарево (болг. Комарево) — село в Болгарии. Находится в Монтанской области, входит в общину Берковица. Население составляет 89 человек.

## Политическая ситуация
Кмет (мэр) общины Берковица — Милчо Михайлов Доцов (независимый) по результатам выборов в правление общины.